# Dominic Jala
Dominic Jala SDB (* 12. Juli 1951 in Mawlai, Meghalaya, Indien; † 10. Oktober 2019 in Colusa County, Kalifornien, USA) war ein indischer Ordensgeistlicher und römisch-katholischer Erzbischof von Shillong.

## Leben
Dominic Jala trat der Ordensgemeinschaft der Salesianer Don Boscos bei und empfing nach seiner theologischen Ausbildung am 19. November 1977 das Sakrament der Priesterweihe. Er war Provinzial seines Ordens in der Provinz Guwahati.
Am 22. Dezember 1999 ernannte ihn Papst Johannes Paul II. zum Erzbischof von Shillong. Der Erzbischof von Guwahati, Thomas Menamparampil SDB, spendete ihm am 2. April 2000 die Bischofsweihe; Mitkonsekratoren waren der Erzbischof von Imphal, Joseph Mittathany, und der Bischof von Tura, George Mamalassery.
Am 15. Oktober 2016 wurde er zusätzlich für die Dauer der Sedisvakanz zum Apostolischen Administrator von Nongstoin ernannt.
Dominic Jala war von 2003 bis 2007 und seit 2015 Vorsitzender der Liturgiekommission der indischen Bischofskonferenz CCBI und Mitglied der International Commission on English in the Liturgy (ICEL). Am 28. Oktober 2016 ernannte ihn Papst Franziskus zum Mitglied der Kongregation für den Gottesdienst und die Sakramentenordnung.
Er starb an den Folgen eines Autounfalls.